# Óscar Jaenada
Óscar Jaenada (Barcelona, Španjolska, 4. svibnja 1975.) je španjolski glumac romskog podrijetla.

## Filmografija
- Noviembre (2003.)
- XXL (2004.)
- El Juego de la Verdad (2004.)
- Camaron: When Flamenco Became Legend (2005.)
- Che (2008.)
- Todos Estamos Invitados (2008.)
- The Losers (2010.)
- Pirati s Kariba: Nepoznate plime (2011.)

## Vanjske poveznice
- Óscar Jaenada u internetskoj bazi filmova IMDb-u (engl.)